# 条带眶灯鱼
条带眶灯鱼（学名：Diaphus brachycephalus），又名短頭眶灯鱼，为眶灯鱼属的其中一種，分布於太平洋及大西洋海域，屬深海魚類，棲息深度可達200-600公尺，體長可達6公分。

## 扩展阅读
維基物種上的相關：短頭眶灯鱼